# Teach-In (Band)

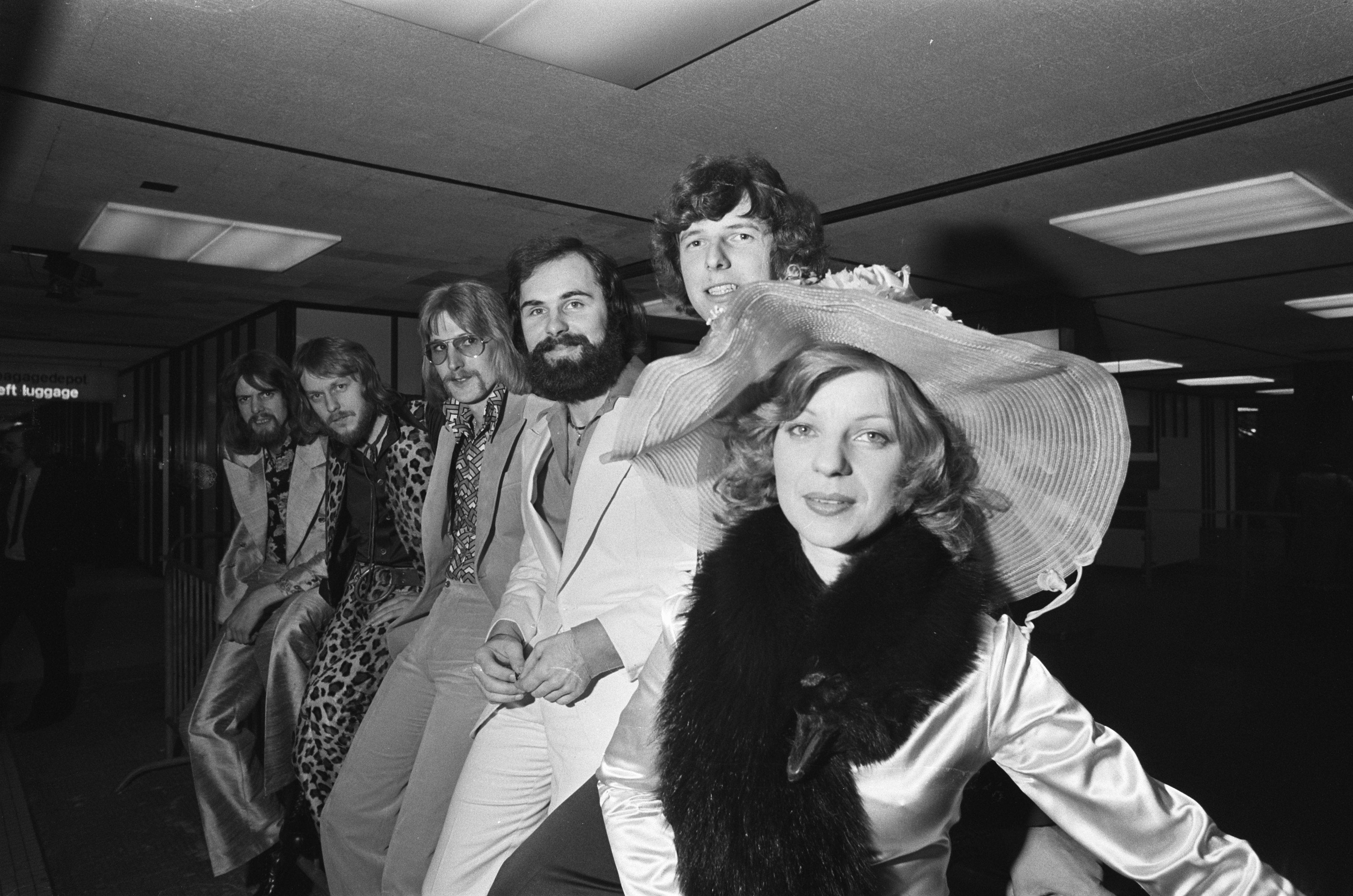
Teach-In (1975)

Teach-In war eine niederländische Band, die 1975 mit dem Lied Ding-a-dong den Eurovision Song Contest (in Deutschland damals noch: Grand Prix d' Eurovision de la Chanson) für die Niederlande gewann.

## Geschichte
Die Band entstand 1969 in Enschede. Die erste Besetzung bestand aus:
- Hilda Felix (Gesang)
- Henk Westendorp (Gesang)
- John Snuverink (Gesang, Gitarre)
- Frans Schaddelee (Bass)
- Koos Versteeg (Gesang, Keyboard)
- Rudi Nijhuis (Schlagzeug)

1972 verließen alle Mitglieder bis auf Versteeg und Nijhuis die Gruppe; ersetzt wurden sie durch Getty Kaspers (Gesang; * 5. März 1948 in Weiz), John Gaasbeek (Bass), Chris de Wolde (Gitarre) und Ard Weeink. In dieser Besetzung gewann die Gruppe den Eurovision Song Contest 1975. Ihr Siegertitel Ding-A-Dong wurde 2009 durch die Gruppe BeFour gecovert.
1976 gab es eine erneute Änderung des Line-ups: Kaspers, Gaasbek und Weeink verließen die Gruppe, neu dazu kamen Hans Nijland (Bass), Betty Vermeulen (Gesang) und Marianne Wolsink. 1977 wurde Nijland durch Nick de Vos ersetzt. Teach-In hatten noch drei kleinere Hits (darunter: Dear John, eine Hommage an John Travolta, und Upside down) und lösten sich 1980 auf.
Die Band spielt heutzutage wiederkehrend in verschiedenen Formationen auf Revival-Konzerten – wie z. B. „Textil Beat“ (dieses Konzert findet in der Heimatstadt der Band, in Enschede, statt). Die Besetzung ist jedoch nicht mehr vergleichbar mit den alten Formationen; so wurde der Schlagzeuger durch Fred Felix ersetzt, Bruder von Hilda Felix, die immer wieder für den Gesang zuständig ist(/war).

## Diskografie

### Alben
- 1974: Roll Along
- 1975: Festival
- 1976: Get On Board
- 1977: See The Sun
- 1979: Teach In
- 1980: Room 115

### Singles
| Jahr | Titel Album                     | Höchstplatzierung, Gesamtwochen, AuszeichnungChartplatzierungen (Jahr, Titel, Album, Platzierungen, Wochen, Auszeichnungen, Anmerkungen) | Höchstplatzierung, Gesamtwochen, AuszeichnungChartplatzierungen (Jahr, Titel, Album, Platzierungen, Wochen, Auszeichnungen, Anmerkungen) | Höchstplatzierung, Gesamtwochen, AuszeichnungChartplatzierungen (Jahr, Titel, Album, Platzierungen, Wochen, Auszeichnungen, Anmerkungen) | Höchstplatzierung, Gesamtwochen, AuszeichnungChartplatzierungen (Jahr, Titel, Album, Platzierungen, Wochen, Auszeichnungen, Anmerkungen) | Anmerkungen |
| Jahr | Titel Album                     | DE | CH | UK | NL | Anmerkungen |
| ---- | ------------------------------- | --- | --- | --- | --- | ----------- |
| 1974 | Fly Away Roll Along             | — | — | — | NL5 (10 Wo.)NL |             |
| 1974 | In The Summernight Roll Along   | — | — | — | NL5 (11 Wo.)NL |             |
| 1974 | Tennessee Town Roll Along       | — | — | — | NL13 (5 Wo.)NL |             |
| 1975 | Ding-A-Dong Festival            | DE9 (14 Wo.)DE | CH1 (11 Wo.)CH | UK13 (7 Wo.)UK | NL3 (7 Wo.)NL |             |
| 1975 | Goodbye Love Get On Board       | — | — | — | NL5 (8 Wo.)NL |             |
| 1976 | Rose Valley Get On Board        | — | — | — | NL17 (5 Wo.)NL |             |
| 1976 | Upside Down See The Sun         | — | — | — | NL2 (11 Wo.)NL |             |
| 1977 | A Ride In The Night See The Sun | — | — | — | NL31 (3 Wo.)NL |             |
| 1977 | See The Sun                     | — | — | — | NL26 (6 Wo.)NL |             |
| 1978 | Dear John Teach In              | DE22 (12 Wo.)DE | — | — | NL5 (11 Wo.)NL |             |
| 1979 | The Robot Teach In              | — | — | — | NL20 (4 Wo.)NL |             |
| 1979 | Greenpeace Teach In             | — | — | — | NL10 (7 Wo.)NL |             |